# Missel de Stowe
Le Missel de Stowe est un manuscrit enluminé contenant un missel. Daté de la fin du VIIIe ou début du IXe siècle, il a probablement été exécuté pour le Monastère de Tallaght (actuel comté de Dublin Sud) puis conservé à l'abbaye de Lorrha (comté de Tipperary). Après avoir été la propriété de George Nugent-Temple-Grenville dans son château de Stowe House, il est actuellement conservé à la Royal Irish Academy de Dublin.

## Historique
Le manuscrit contient un hommage à saint Máel Ruain (en), abbé fondateur du monastère de Tallaght non loin de Dublin. Les spécialistes supposent que l'ouvrage a été écrit dans cette abbaye entre la mort du fondateur en 792 et la mort de son successeur Eochaid en 812. Selon une inscription présente sur l'étui (ou cumdach), l'ouvrage se trouve vers 1050 au monastère de Saint-Ruadhan à Lorrha (comté de Tipperary). Cet étui a peut-être été réalisé sur place,.
La trace du manuscrit se perd ensuite jusqu'au XIXe siècle. Il est alors conservé dans les collections de George Nugent-Temple-Grenville, premier marquis de Buckingham dans son château de Stowe House, qui donne le nom actuel du manuscrit. Sa collection est vendue en 1849 à Bertram Ashburnham, 4e comte d'Ashburnham (en) (1797–1878). L'ensemble de la collection de ce dernier est acquise par le gouvernement anglais en 1883. Alors que la quasi-totalité constitue la collection Stowe (en), du British Museum actuellement au sein de la British Library, quelques manuscrits d'origine irlandaises sont transmis à la Royal Irish Academy de Dublin. C'est le cas du missel de Stowe.
Le manuscrit a été restauré en 1993-1994 au laboratoire de Trinity College de Dublin.

## Description

### Le texte
L'ouvrage est composé de deux manuscrits reliés entre eux. Le premier (f.1-11) contient des extraits de l'évangile selon Jean. Il est écrit en minuscule cursive. Le copiste a signé le texte au dernier folio en écriture oghamique du nom de « Sonid ».
Le second texte est le missel à proprement parler : il s'agit de l'ordinaire et du canon de la messe, l'office du baptême, de la visite des malades, de l'extrême-onction et de la communion. Certaines antiennes et alléluias sont similaires à ceux du livre de Dimma. Alors que l'essentiel du texte est en latin, les trois derniers folios (f.65-67) sont écrits en gaéliques : il s'agit d'un trait de la messe, trois incantations contre la perte de la vue, les blessures par les épines et les infections urinaires, ainsi que des rubriques liturgiques. En apparence, plusieurs copistes semblent avoir contribué à cette partie de l'ouvrage même si seul l'un d'entre eux a signé au folio 37 de son nom « Móel Coích », responsable de sa supervision et correction. les différences dans les écritures pourraient tout aussi bien, selon une autre hypothèse, s'expliquer par l'usage de différentes plumes et non par la présence de différentes mains.

### Les décorations
Le manuscrit contient très peu de décoration. La première page de l'évangile commence par une grande lettrine ornée de têtes d'animaux fantastiques et par une bordure encadrant tout le texte fait de motifs géométriques et se terminant elle aussi par la tête d'un animal. Toutes ces décorations sont peintes en rouge, jaune et noir. La première page du missel est à son tour décorée d'une lettrine ornée et d'une bordure, de couleurs roses et jaunes.
Une seule miniature est présente : il s'agit du portrait de l'évangéliste Jean au folio 11, dans un style très proche de celui de l'évangéliaire irlandais de Saint-Gall. Il est lui aussi surmonté d'un aigle mais qui ici déploie ses ailes. Il faisait face autrefois à une autre miniature aujourd'hui disparue.

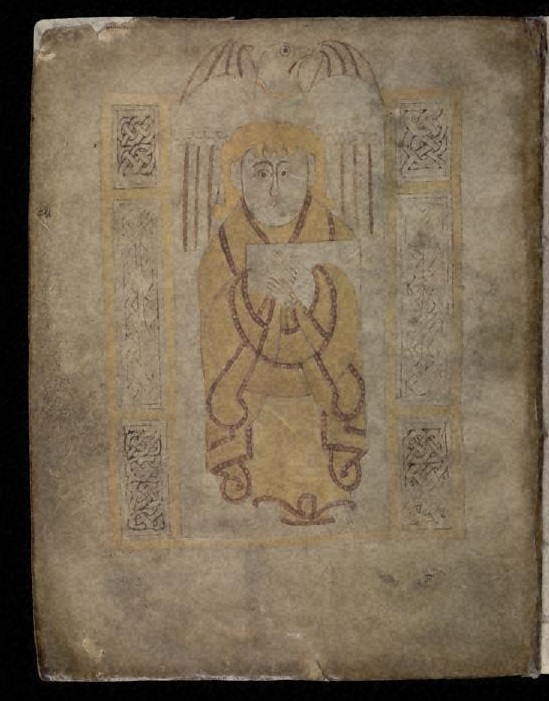
Miniature de saint Jean, f.11v
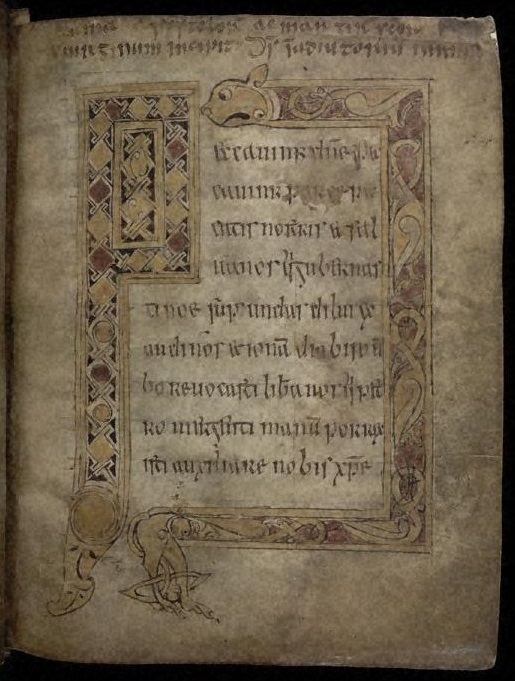
Début du missel, f.12r

### L'étui

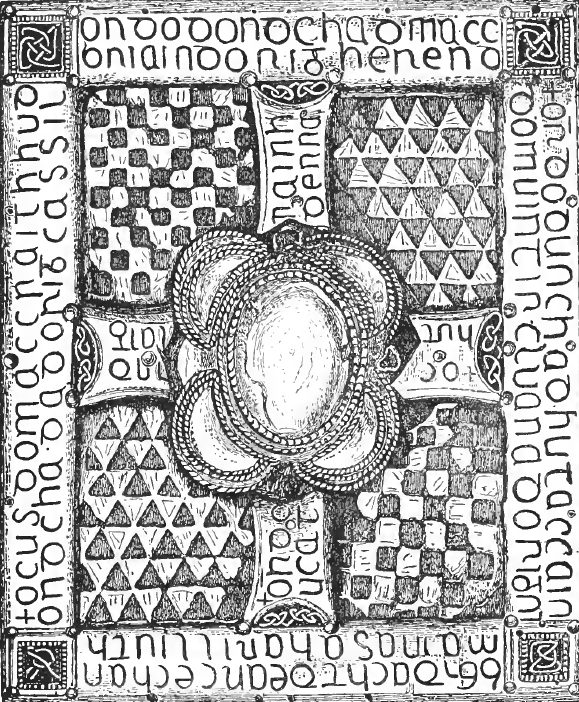
Dessin du plat inférieur de l'étui.

L'étui, appelé cumdach, est une boite en bois couverte de deux plaques de métal. Il a été fabriqué dans un premier temps entre 1027 et 1033, d'après l'inscription qui se trouve sur le plat inférieur : elle recommande à la prière plusieurs personnes de cette époque : Mathgamain Ua Cathail, abbé de Lorrha (mort en 1037), Find Ua Dúngalaigh, roi de Múscraige (en) (mort en 1033), Donnchad mac Briain, roi de Munster de 1040 à 1064 and Mac Raith Ua Donnchada, roi de l'Eóganachta de Cashel (mort en 1052), ainsi que le nom du fabricant de l'objet, Donnchadh Ua Taccáin, du monastère de Clonmacnoise. Cet plat inférieur est fait d'une plaque d'alliage cuivreux recouvert d'argent formant une croix insérée dans un cadre.
Entre 1371 et 1381, cet étui est modifié. Cette datation a été établie grâce aux nouvelles inscriptions ajoutées sur le nouveau plat supérieur : il recommande à la prière Pilib Ó Ceinnéidigh, roi d'Ormond et sa femme Áine (tous deux morts en 1381), Giolla Ruadhán Ó Macáin, abbé du prieuré de Lorrha et enfin le fabricant du nouve étui, Domhnall Ó Tolairi. Ce plat supérieur est décoré d'une plaque en argent contenant une croix décorée cristaux de roche, de verres bleus et rouges, ainsi d'une perle d'ivoire. Entre chaque bras de la croix, sont représentés, gravés dans la plaque d'argent, une crucifixion, une religieux, un évêque et une Vierge à l'Enfant. Les bords de l'étui, refait à la même époque, sont décorés de plaques d'alliage cuivreux ajourés et décorés de motifs géométriques ainsi que de petits personnages représentant des ecclésiastiques, des anges, des musiciens et des figures à têtes de chien.